# Barkóczy Borbála
Gróf szalai Barkóczy Borbála (Bariska), gróf Cziráky Józsefné (1699. – Sopron, 1772. október 14.) magyar költőnő.

## Élete
Atyja gróf Barkóczy Ferenc, II. Rákóczi Ferenc főtisztje volt, édesanyja: gróf Zichy Júlia (†1746 ), bátyja gróf Barkóczy Ferenc esztergomi érsekprímás. 1720-ban lett Cziráky József (II.) felesége, és 1742-ben megözvegyült.
1772. október 14-én Sopronban halt meg, életének 72. évében.

## Ismert műve
- Egy árva gerliczének sóhajtozó zokogási című akrosztichonnal fennmaradt verse 1743-ban jelent meg a szerző és a nyomtatási hely megnevezése nélkül. A költőnő nevét a versfejekből Szinnyei József olvasta ki, és rövid ismertetéssel a Vasárnapi Ujság 1875. évi 4. számában közölte.

Az özvegységet panaszló költeményen a 18. századi népszerű líra hatása érződött.